# Mesa (geomorfologia)

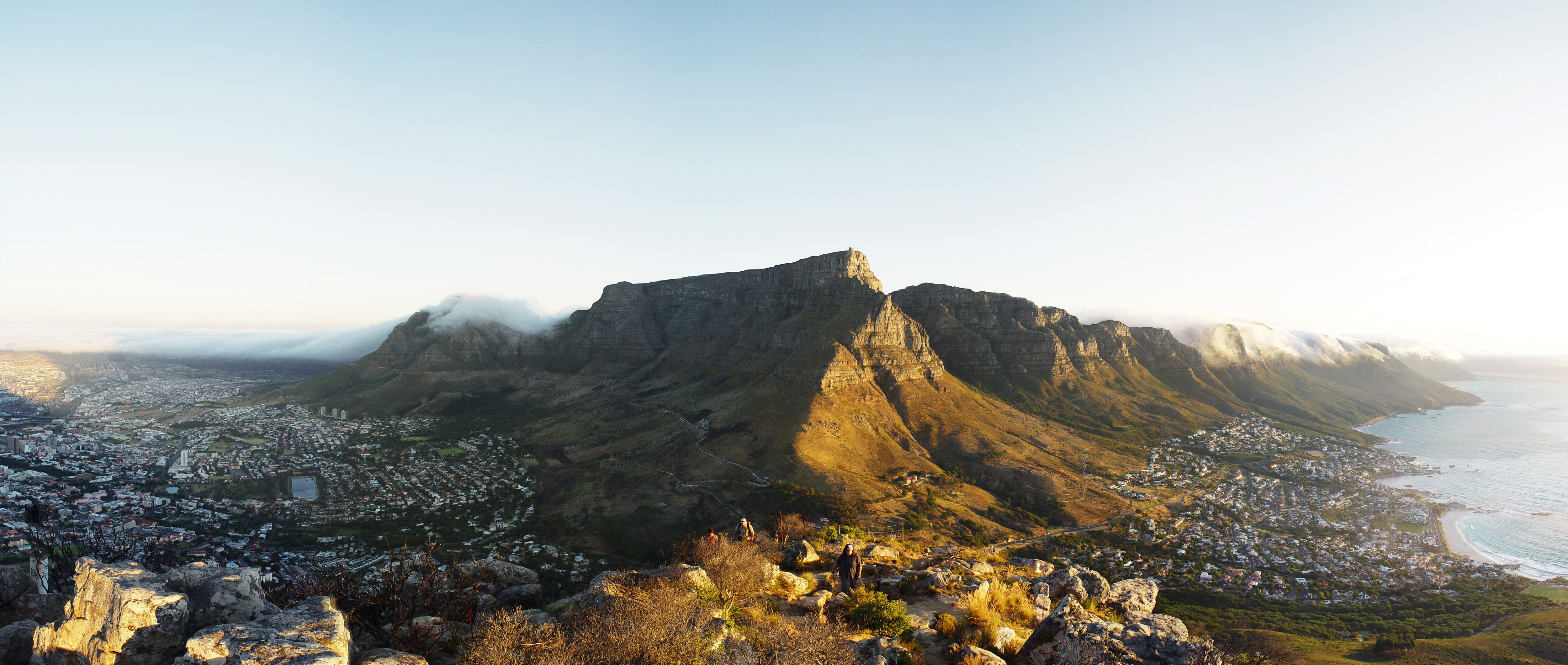
Table Mountain a Sud-àfrica.

Una mesa o muntanya tabular és una muntanya elevada amb la part de dalt (cim) plana i amb costats que, normalment, acaben en un cingle escarpat. Les meses són relleus tabulars formats per estrats horitzontals de roques que presenten una superfície planera i sovint vores força abruptes resistents a l'erosió. Són pròpies dels paisatges subàrids i també de les antigues zones volcàniques.

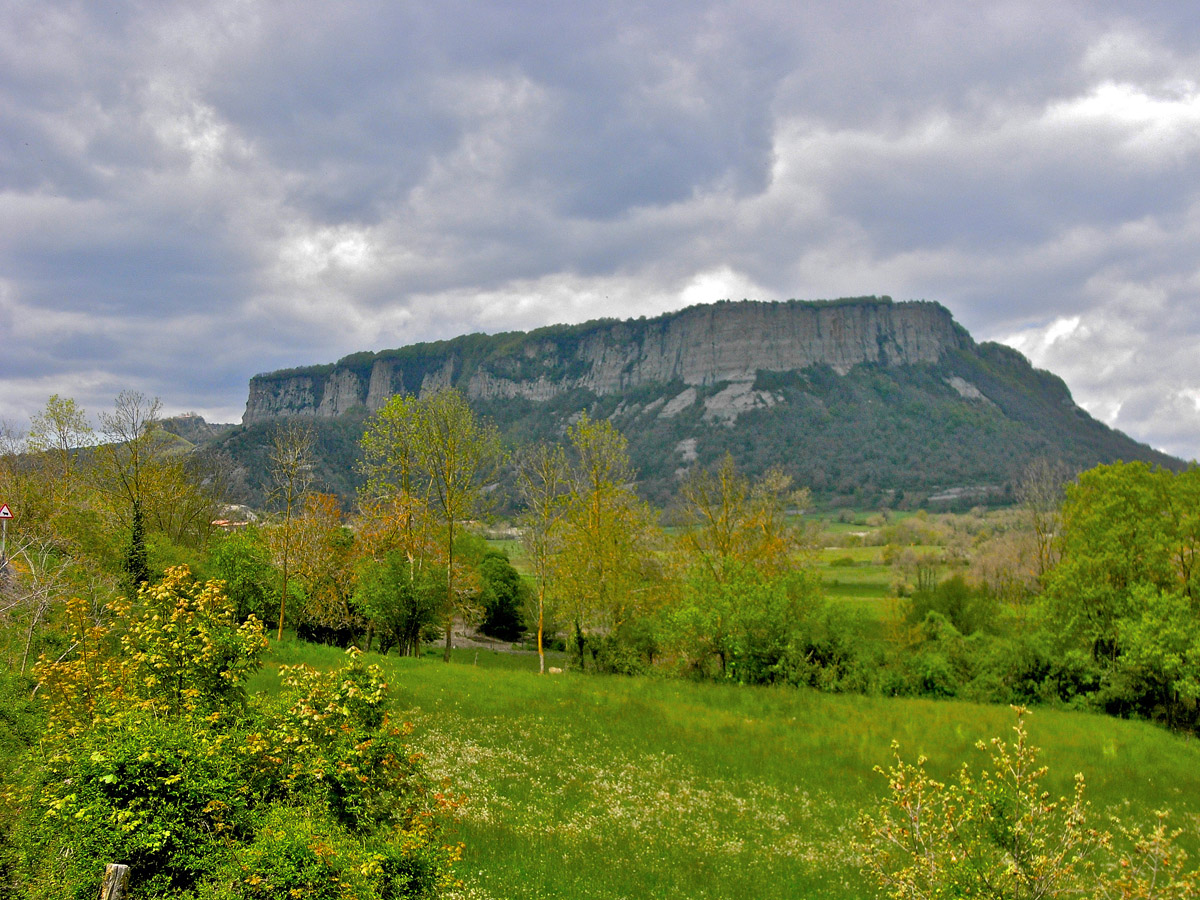
Muntanyes tabulars a Cabrera i Collsacabra, al límit de les comarques d'Osona i Garrotxa.

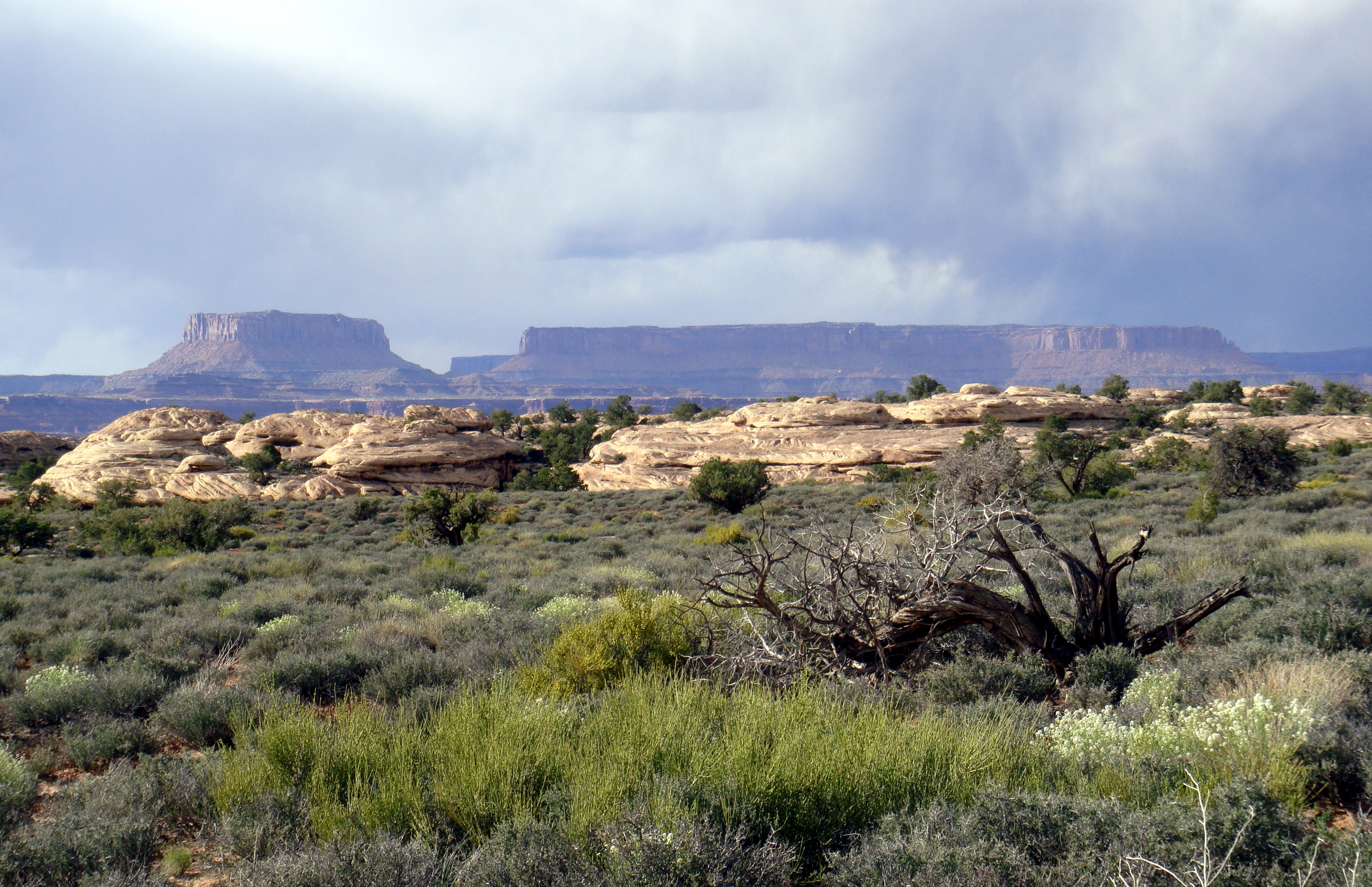
Sky Mesa, Canyonlands National Park.

La mesa és un accident geogràfic molt característic dels ambients àrids. Particularment al sud-oest dels Estats Units n'hi ha molts exemples i també a Espanya, Sardenya, Nord d'Àfrica, Aràbia, Índia, Austràlia, en badlands i a la part muntanyosa de Wyoming, Idaho, Montana, Texas, i Oklahoma. Grand Mesa és una mesa situada a l'oest de Colorado. A Catalunya hi ha nombrosos exemples de muntanyes tabulars. Són cingleres a les vores dels principals altiplans del país, Cabrerès i Collsacabra, Lluçanès, Moianès i també en mig de conques força erosionades com les de Tremp, Barberà i Òdena.

## Terminologia
El geòleg Kirk Bryan, el 1922, va usar el terme "mesa" (taula) per a anomenar les muntanyes tabulars que s'aixequen i reposen, a la manera d'una taula, sobre les extenses planes.
No hi ha un límit establert en la seva extensió. Hi ha meses extensíssimes de centenars de Km2 i altres que no arriben a 1 km2. Un turó o muntanya ampla i de cim pla, més o menys aïllada i encinglerada que representi una resta de l'erosió diferencial, pot ser anomenada mesa. En la literatura geomorfològica i geològica, sobretot en llengua anglesa, s'han usat altres termes. Per exemple, a la regió de Roraima (Veneçuela), el nom tradicional, tepui, de la llengua local Pomón, i el terme muntanyes taula s'han utilitzat per descriure les muntanyes locals de cim aplanat. Les formes del relleu similars a Austràlia s'anomenen com a muntanyes i turons de taula o de tenda de campanya. El terme alemany Tafelberg també s'ha emprat en la literatura científica anglesa en el passat.

## Formació

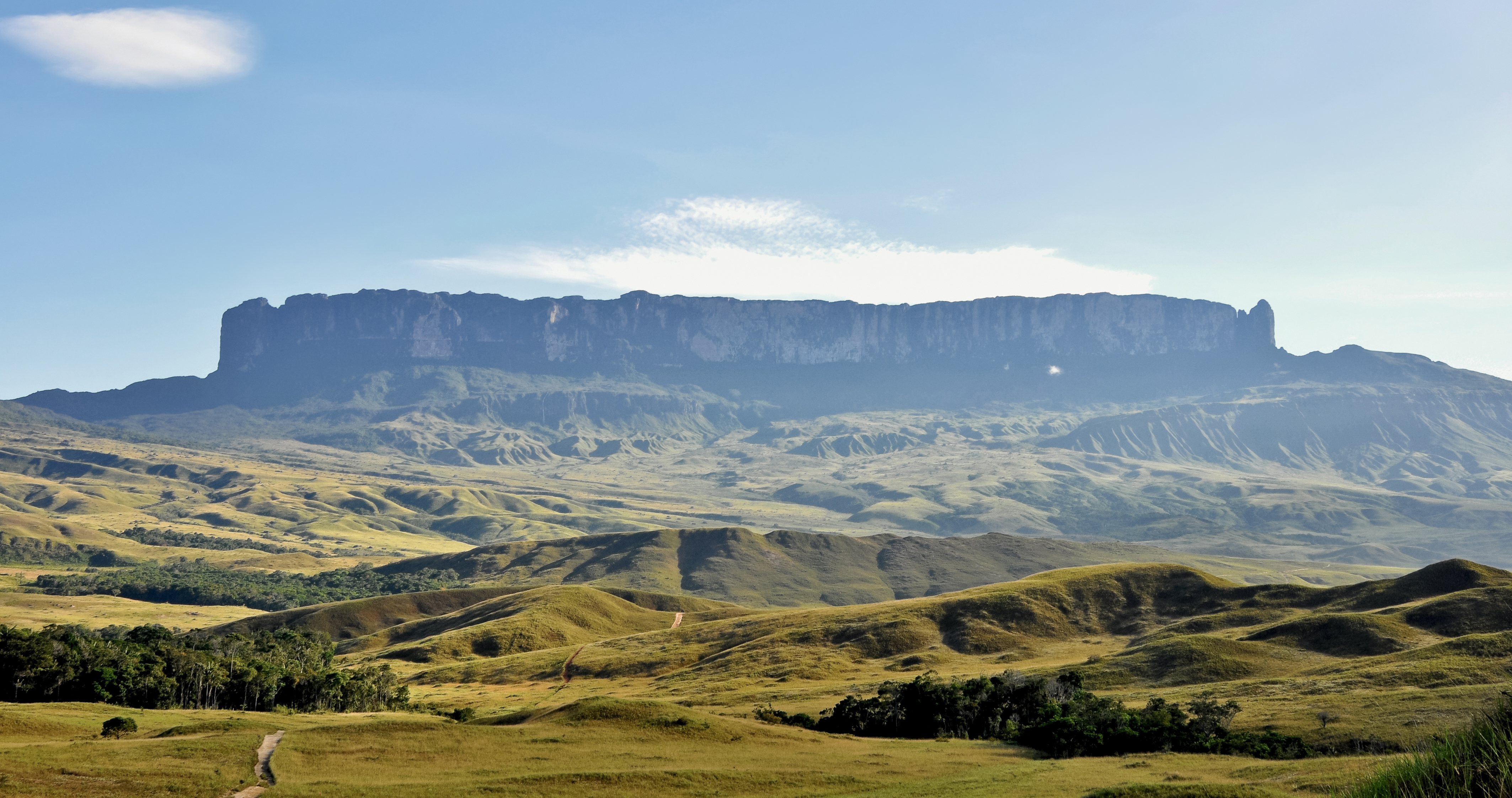
Vista del Mont Roraima, Gran Sabana, Veneçuela. En la imatge es pot copsar el reculament de la cinglera i les restes de l'altipla arrasat.

Les meses es formen per disgregació de la superfície i l'erosió de capes de roques horitzontals que han estat depositades i després aixecades per l'activitat tectònica. Les roques més resistents romanen més altes que la resta que les envolta. Aquest procés s'anomena erosió diferencial. La diferent duresa de les roques dona la forma característica a les meses. El mateix fenomen es produeix als cingles de les meses que, a banda, no pateixen igual erosió perquè les aigües fluvials actuen més a la base que no pas en el vessant.
El relleu tabuliforme i les meses, on les capes o paquets de roques es disposen horitzontalment i suborizontalment, alterades en els seus marges i alhora més resistents al desgast dels processos erosius, segueixen en general una seqüència d'esdeveniments geològics, geomorfològics i climàtics:
1. La hidrografia i els processos d'enfonsament de gran àrees, defineixen l'orientació del sistema fluvial i predisposen la superposició de capes i una topografia determinada associada als processos de pediplanació.
2. Els moviments i tensions epirogenètics i/o tectònics influeixen en el drenatge a l'hora de tallar i aïllar la muntanya i, alternativament, la litologia (tipùs de rocam) i la morfologia (relleu, valls) adjacents.
3. Canvis d'un clima humit cap a un clima àrid, que implica el retrocés paral·lel dels vessants per erosió mecànica.[17]

## Relleu aclinal

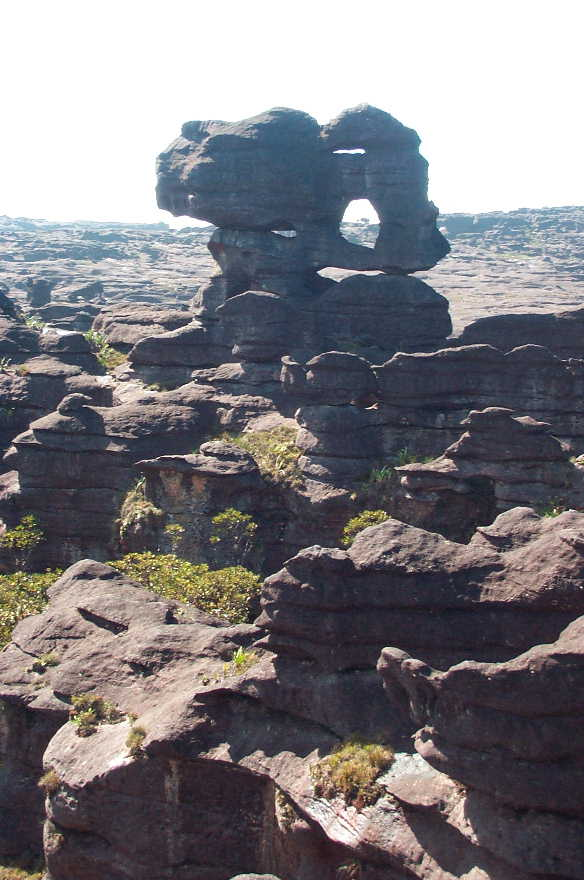
Amuntegament de blocs i roques com a resultat del procés d'extinció d'una mesa. Altiplà del Mont Roraima (tepui) a Veneçuela

Les meses pertanyen al tipus de relleu aclinal. Les formes inicials són superfícies estructurals de topografia plana on s'hi han dipositat els sediments i s'ha produït una disposició alterna de nivells de roques, més durs i més tous, clarament estratificats, en una conca sedimentària. Quan aquesta conca és erosionada, en resulten els paisatges tabulars.

## Evolució
Les meses són formes de relleu residuals i típiques de les roques estratificades que s'han format a partir del tallament dels altiplans i de la reculada dels cingles. Les meses tenen un procés d'extinció ben definit. Amb el temps es redueixen a turons i acaben arrasades en àrees de blocs irregulars.Els estudis de camp conclouen que les meses evolucionen particularment amb la interacció dels difrents processos geomòrfics i climàtics, passats i presents, existents en cada regió.

## Meses a Mart
També hi ha meses en algunes zones del planeta Mart. Es formen en les terres baixes geològicament joves. Aquest relleu s'estén de 100 m a 2 km.